# Copa Federació de futbol
La Copa Reial Federació Espanyola de Futbol, també coneguda com a Copa RFEF o Copa Federació, és una competició futbolística espanyola d'àmbit estatal organitzada per la Reial Federació Espanyola de Futbol. Es disputa des de la temporada 1993-94 amb un format similar a la Copa del rei.
La disputen clubs de Segona divisió B i Tercera Divisió que no hagin accedit a classificar-se per la Copa del rei o que hagin quedat eliminats en primera ronda. També la disputen els equips filials.
Actualment es disputa mitjançant eliminatòries a doble partit, incloent-hi la final. Es disputa en dues fases: una primera, de caràcter autonòmic; i una segona estatal, on hi participen els campions autonòmics més els equips eliminats de la primera ronda de la Copa del rei, més el campió de la temporada anterior.
L'equip que més vegades ha guanyat la Copa RFEF és el CD Puertollano, en 3 ocasions (1994, 2006 i 2011). Amb dos títols es troba el CD Ourense (2008 i 2014) i el Pontevedra CF (2007 i 2018). El Real Jaén CF també té dos títols: en 2009 i un altre en el seu format primitiu, de 1952. La SD Lemona ha estat subcampiona en dues ocasions (2011 i 2012), sense arribar a guanyar-la.
El campió vigent (temporada 2020-21) és la UE Llagostera, després de guanyar la final contra Las Rozas CF a la pròrroga per 1 gol a 2. És el campió de la 28a edició del torneig.

## Història
Font:
Els orígens de la Copa RFEF es remunten als anys 40 amb la disputa de set edicions d'un torneig de similar denominació entre 1944 i 1953. No es computen per la RFEF, que numera les edicions del torneig disputades des del 1993.

### Època antiga (1944-46, 1950-53)
Aquesta competició fou disputada mitjançant eliminatòries a doble partit. A excepció de la final, que es jugava a partit únic en terreny neutral.
| Temporada | Campió             | Resultat      | Finalista                 | Seu           |
| --------- | ------------------ | ------------- | ------------------------- | ------------- |
| 1944-45   | UE Sant Martí      | 1–0           | Real Valladolid CF        | Barcelona     |
| 1945-46   | Deportivo Alavés   | 3–2           | SE Sueca                  | Madrid        |
| 1946-47   | CD Málaga          | 3–2           | CD Iliturgi               | Jaén          |
| 1947-50   | no es disputà      | no es disputà | no es disputà             | no es disputà |
| 1950-51   | RCD Córdoba        | 3–2           | CD Barakaldo Altos Hornos | Saragossa     |
| 1951-52   | Real Jaén CF       | 3–1           | UD Orensana               | Madrid        |
| 1952-53   | Real Valladolid CF | 1–0           | CP Cacereño               | Madrid        |

1. ↑  Campionat no considerat oficial per la Federació Espanyola.

### Època moderna (1993-2019)
La Copa RFEF tal com avui la coneixem fou instaurada l'any 1993, disputant-se des d'aleshores les finals a doble partit.
| Temporada | Campió                    | Resultat | Finalista            | Seu                             | Refs                 |
| --------- | ------------------------- | -------- | -------------------- | ------------------------------- | -------------------- |
| 1993-94   | Puertollano Industrial CF | 1-4; 5-0 | CF Platges de Calvià | Calvià / Puertollano            |                      |
| 1994-95   | UD Las Palmas B           | 1-0; 3-1 | CF Balaguer          | Las Palmas / Balaguer           | [ 5 ]                |
| 1995-96   | RCD Mallorca B            | 2-1; 2-2 | Real Murcia CF       | Palma / Múrcia                  |                      |
| 1996-97   | Burgos CF                 | 1-1; 4-1 | UD Gáldar            | Gáldar / Burgos                 |                      |
| 1997-98   | CE Binèfar                | 1-2; 2-0 | RSD Alcalá           | Binèfar / Alcalá de Henares     |                      |
| 1998-99   | Racing de Santander B     | 3-0; 0-0 | CD Lugo              | Lugo / Santander                |                      |
| 1999-00   | CE Sabadell FC            | 2-0; 1-3 | Elx CF               | Sabadell / Elx                  | [ 6 ]                |
| 2000-01   | Marino de Luanco          | 1-0; 3-0 | CD Tropezón          | Torrelavega / Luanco            |                      |
| 2001-02   | RC Celta de Vigo B        | 1-0; 2-1 | CF Gavà              | Vigo / Gavà                     | [ 7 ]                |
| 2002-03   | Real Avilés CF            | 3-0; 1-0 | Tomelloso CF         | Avilés / Tomelloso              |                      |
| 2003-04   | CF Badalona               | 0-0; 4-1 | CD Villanueva        | Villanueva / Badalona           | [ 8 ]                |
| 2004-05   | CE Mataró                 | 1-2; 1-0 | Benidorm CD          | Benidorm / Mataró               | [ 9 ]                |
| 2005-06   | CD Puertollano            | 1-1; 2-0 | SD Huesca            | Osca / Puertollano              | [ 10 ]               |
| 2006-07   | Pontevedra CF             | 4-1; 0-1 | RCD Mallorca B       | Pontevedra / Palma              | [ 11 ]               |
| 2007-08   | CD Ourense                | 2-1; 1-1 | CF Reus Deportiu     | Ourense / Reus                  | [ 12 ] [ 13 ]        |
| 2008-09   | Real Jaén CF              | 0-0; 4-1 | Rayo Vallecano B     | Jaén / Madrid                   | [ 14 ]               |
| 2009-10   | CD San Roque de Lepe      | 1-0; 2-0 | Lorca Deportiva CF   | Llorca / Lepe                   | [ 15 ]               |
| 2010-11   | UD Puertollano            | 0-2; 4-1 | SD Lemona            | Puertollano / Lemoa             | [ 16 ]               |
| 2011-12   | CE Binissalem             | 5-0; 1-6 | SD Lemona            | Binissalem / Lemoa              | [ 17 ] [ 18 ]        |
| 2012-13   | UE Sant Andreu            | 3-0; 1-0 | La Hoya Lorca CF     | Llorca / Barcelona              | [ 19 ] [ 20 ] [ 21 ] |
| 2013-14   | CD Ourense                | 1-2; 2-0 | CD Guadalajara       | Guadalajara / Ourense           | [ 22 ]               |
| 2014-15   | Real Unión Club           | 1-0; 3-0 | CE Castelló          | Castelló de la Plana / Irun     | [ 23 ]               |
| 2015-16   | CE Atlètic Balears        | 2-2; 1-0 | CF Rayo Majadahonda  | Majadahonda / Palma             | [ 24 ] [ 25 ]        |
| 2016-17   | Atlètic Saguntí           | 0-0; 3-0 | CF Fuenlabrada       | Fuenlabrada / Sagunt            | [ 26 ]               |
| 2017-18   | Pontevedra CF             | 1-0; 0-0 | Ontinyent CF         | Ontinyent / Pontevedra          | [ 27 ]               |
| 2018-19   | CD Mirandés               | 3-0; 2-2 | UE Cornellà          | Miranda de E. / Cornellà de Ll. | [ 28 ]               |

1. 1 2 3  Vencedor per la regla del doble valor del gol en camp contrari.

### Època actual (des de 2019)
L'any 2019 la RFEF va instaurar la final i les eliminatòries a únic partit disputant-se en el camp de l'equip local segons el sorteig.
| Temporada | Campió            | Resultat    | Finalista               | Seu                                   | Refs   |
| --------- | ----------------- | ----------- | ----------------------- | ------------------------------------- | ------ |
| 2019-20   | Real Murcia CF    | 1-1 (4-2 p) | CD Tudelano             | Estadi Nueva Condomina, Múrcia        | [ 29 ] |
| 2020-21   | UE Llagostera     | 2-1 (prò.)  | Las Rozas CF            | Estadi Navalcarbón, Las Rozas         | [ 30 ] |
| 2021-22   | Córdoba CF        | 1-0         | CD Guijuelo             | Estadi Nuevo Arcángel, Còrdova        | [ 31 ] |
| 2022-23   | CD Arenteiro      | 2-0 (prò.)  | UE Alzira               | Estadi Luis Suñer Picó, Alzira        | [ 32 ] |
| 2023-24   | CF Badalona Futur | 2-1         | CF Talavera de la Reina | Estadi El Prado, Talavera de la Reina | [ 33 ] |
| 2024-25   | CD Extremadura    | 2-1         | SD Compostela           | Francisco de la Hera, Almendralejo    | [ 34 ] |

## Palmarès
S'inclouen en cursiva els guanyadors de les primeres edicions de la Copa RFEF.
| Equip                            | Campionats | Anys campió      | Subcampionats | Anys subcampió |
| -------------------------------- | ---------- | ---------------- | ------------- | -------------- |
| CD Puertollano (desaparegut)     | 3          | 1994, 2006, 2011 | 0             | -              |
| CD Ourense (desaparegut)         | 2          | 2008, 2014       | 1             | 1952           |
| Real Jaén CF                     | 2          | 1952, 2009       | 0             | -              |
| Pontevedra CF                    | 2          | 2007, 2018       | 0             | -              |
| Real Valladolid CF               | 1          | 1953             | 1             | 1945           |
| RCD Mallorca B                   | 1          | 1996             | 1             | 2007           |
| Real Murcia CF                   | 1          | 2020             | 1             | 1996           |
| FC Martinenc                     | 1          | 1945             | 0             | -              |
| Deportivo Alavés                 | 1          | 1946             | 0             | -              |
| RCD Córdoba (desaparegut)        | 1          | 1951             | 0             | -              |
| UD Las Palmas B                  | 1          | 1995             | 0             | -              |
| Burgos CF                        | 1          | 1997             | 0             | -              |
| CD Binéfar                       | 1          | 1998             | 0             | -              |
| Racing de Santander B            | 1          | 1999             | 0             | -              |
| CE Sabadell                      | 1          | 2000             | 0             | -              |
| Club Marino de Luanco            | 1          | 2001             | 0             | -              |
| RC Celta de Vigo B               | 1          | 2002             | 0             | -              |
| Real Avilés CF                   | 1          | 2003             | 0             | -              |
| CF Badalona                      | 1          | 2004             | 0             | -              |
| CE Mataró                        | 1          | 2005             | 0             | -              |
| CD San Roque de Lepe             | 1          | 2010             | 0             | -              |
| CE Binissalem                    | 1          | 2012             | 0             | -              |
| UE Sant Andreu                   | 1          | 2013             | 0             | -              |
| Real Unión Club                  | 1          | 2015             | 0             | -              |
| CE Atlètic Balears               | 1          | 2016             | 0             | -              |
| Atlètic Saguntí                  | 1          | 2017             | 0             | -              |
| CD Mirandés                      | 1          | 2019             | 0             | -              |
| UE Llagostera                    | 1          | 2021             | 0             | -              |
| Córdoba CF                       | 1          | 2022             | 0             | -              |
| CD Arenteiro                     | 1          | 2023             | 0             | -              |
| CF Badalona Futur                | 1          | 2024             | 0             | -              |
| CD Extremadura 1924              | 1          | 2025             | 0             | -              |
| SD Lemona (desaparegut)          | 0          | -                | 2             | 2011, 2012     |
| SE Sueca                         | 0          | -                | 1             | 1946           |
| Barakaldo CF                     | 0          | -                | 1             | 1951           |
| CP Cacereño                      | 0          | -                | 1             | 1953           |
| CF Platges de Calvià             | 0          | -                | 1             | 1994           |
| CF Balaguer                      | 0          | -                | 1             | 1995           |
| UD Gáldar                        | 0          | -                | 1             | 1997           |
| RSD Alcalá                       | 0          | -                | 1             | 1998           |
| CD Lugo                          | 0          | -                | 1             | 1999           |
| Elx CF                           | 0          | -                | 1             | 2000           |
| CD Tropezón                      | 0          | -                | 1             | 2001           |
| CF Gavà                          | 0          | -                | 1             | 2002           |
| Tomelloso CF                     | 0          | -                | 1             | 2003           |
| CD Villanueva (desaparegut)      | 0          | -                | 1             | 2004           |
| Benidorm CD (desaparegut)        | 0          | -                | 1             | 2005           |
| SD Huesca                        | 0          | -                | 1             | 2006           |
| CF Reus Deportiu (desaparegut)   | 0          | -                | 1             | 2008           |
| Rayo Vallecano B                 | 0          | -                | 1             | 2009           |
| Lorca Deportiva CF (desaparegut) | 0          | -                | 1             | 2010           |
| La Hoya Lorca CF                 | 0          | -                | 1             | 2013           |
| CD Guadalajara                   | 0          | -                | 1             | 2014           |
| CE Castelló                      | 0          | -                | 1             | 2015           |
| CF Rayo Majadahonda              | 0          | -                | 1             | 2016           |
| CF Fuenlabrada                   | 0          | -                | 1             | 2017           |
| Ontinyent CF                     | 0          | -                | 1             | 2018           |
| UE Cornellà                      | 0          | -                | 1             | 2019           |
| CD Tudelano                      | 0          | -                | 1             | 2020           |
| Las Rozas CF                     | 0          | -                | 1             | 2021           |
| CD Guijuelo                      | 0          | -                | 1             | 2022           |
| UE Alzira                        | 0          | -                | 1             | 2023           |
| CF Talavera de la Reina          | 0          | -                | 1             | 2024           |
| SD Compostela                    | 0          | -                | 1             | 2025           |